# Herman Heinsbroek
Hermanus Philippus Johannes Bernardus (Herman) Heinsbroek (ur. 12 stycznia 1951 w Schiedam) – holenderski polityk i przedsiębiorca, w 2002 minister gospodarki.

## Życiorys
Ukończył w 1975 studia prawnicze (ze specjalizacją w zakresie prawa handlowego i cywilnego) na Uniwersytecie Erazma w Rotterdamie. Odbył następnie kurs dyplomatyczny organizowany przez resort spraw zagranicznych. Krótko pracował w dyplomacji na placówkach w Stambule i Brukseli. Później zatrudniony w przedsiębiorstwie CBS Records. Od 1979 był dyrektorem generalnym Arcade Benelux, przedsiębiorstwa branży rozrywkowej. W 1983 został prezesem koncernu Arcade Beheer, który w drugiej połowie lat 90. sprzedał.
W 2002 dołączył do Listy Pima Fortuyna. 22 lipca 2002 w pierwszym rządzie Jana Petera Balkenende z rekomendacji LPF objął stanowisko ministra gospodarki. Wkrótce w partii doszło do konfliktu o przywództwo między nim i wicepremierem Eduardem Bomhoffem. 16 października 2002 obaj zrezygnowali ze stanowisk ministerialnych, co skutkowało podaniem rządu do dymisji. W październiku 2002 Herman Heinsbroek wystąpił z LPF, założył własne ugrupowanie pod nazwą Lijst Nieuwe Politiek, jednak wkrótce wycofał się z działalności politycznej.